# Stomatium bryantii
Stomatium bryantii är en isörtsväxtart som beskrevs av L. Bol. Stomatium bryantii ingår i släktet Stomatium och familjen isörtsväxter. Inga underarter finns listade i Catalogue of Life.